# Beauvais Lake
Beauvais Lake är en sjö i Kanada.   Den ligger i provinsen Alberta, i den södra delen av landet, 2 900 km väster om huvudstaden Ottawa. Beauvais Lake ligger 1 368 meter över havet. Arean är 0,89 kvadratkilometer. Den sträcker sig 1,3 kilometer i nord-sydlig riktning, och 1,4 kilometer i öst-västlig riktning.
I omgivningarna runt Beauvais Lake växer i huvudsak barrskog. Trakten runt Beauvais Lake är nära nog obefolkad, med mindre än två invånare per kvadratkilometer.